# Águas Belas (kommun)
Águas Belas är en kommun i Brasilien.   Den ligger i delstaten Pernambuco, i den östra delen av landet, 1 400 km nordost om huvudstaden Brasília. Antalet invånare är 40 007.
Omgivningarna runt Águas Belas är huvudsakligen savann. Runt Águas Belas är det ganska glesbefolkat, med 26 invånare per kvadratkilometer.